# Silhouette in Red
Silhouette In Red é o 10º álbum da cantora galesa Bonnie Tyler lançado em 1993 na Europa e África do Sul e 1994 no Japão e Brasil o mesmo alcançou ouro e platina en vários países. Dez anos após o mega-hit "Total Eclipse of the Heart", Bonnie estava em um bem-sucedido período pela Europa com vários top charts álbuns, singles, concertos e tours que eram "sold out" e várias aparições pelos principais programas europeus. Seguindo a mesma linha dos álbuns "Bitterblue" e "Angel Heart" que foram sucesso entre a Europa, Japão e África do Sul, "Silhouette In Red" apresentava bons momentos como na música "Before We Get Any Closer" na qual Bonnie voltava a trabalhar com Ronnie Scott um dos autores de seu outro mega-hit "It's a Heartache", e era acompanhada em 2 músicas pela "Royal London Philharmonic Orchestra.
O primeiro single do cd era "Sally Comes Around" que teve sua melhor posição na África do Sul chegando ao N.1 na parada, isso devido a passagem de Bonnie por lá com a sua "South Africa Tour". Mesmo enfrentado a concorrência de 2 coletâneas Very Best Of Vol. 1 e 2 lançadas em 1993 e 1994 respectivamente que fizeram enorme sucesso recebendo vários discos de ouro e platina pela europa, "Silhouette In Red" conseguiu se sobressair e teve várias faixas elogiadas pela crítica.

## Faixas
1. "Sally Comes Around"
2. "Fire On My Soul" (trilha sonora de Die Stadtindianer)
3. "Stay" (com a Royal London Philharmonic Orchestra)
4. "Send Me The Pillow"
5. "From The Bottom Of My Lonely Heart"
6. "Silhouette In Red" (com a Royal London Philharmonic Orchestra)
7. "I Climb Every Mountain"
8. "Bad Dreams"
9. "James Dean"
10. "Clouds In My Coffee"
11. "Years May Come"
12. "Cryin' A Little"
13. "You Are So Beautiful"
14. "Before We Get Any Closer"
15. "You Won't See Me Cry"

## Paradas musicais

### Álbum
| Silhouette In Red                      | Peak position | ref.  |
| -------------------------------------- | ------------- | ----- |
| Noruega                                | 06            | [ 1 ] |
| Suíça                                  | 23            | [ 2 ] |
| Áustria                                | 25            | [ 3 ] |
| Alemanha                               | 28            | [ 4 ] |
| Suécia                                 | 40            | [ 5 ] |
| União Europeia European Top 100 Álbuns | 54            | [ 6 ] |

### Singles
| Sally Comes Around                 | Peak position | ref.  |
| ---------------------------------- | ------------- | ----- |
| África do Sul Airplay              | 1             |       |
| Alemanha Airplay                   | 48            | [ 7 ] |
| Alemanha Sales                     | 76            | [ 4 ] |
| From The Bottom Of My Lonely Heart | Peak position |       |
| Alemanha Airplay                   | 86            | [ 8 ] |

## Livro
- Silhouette In Red Tour Book.

## Prêmios
| Ano  | Obra/Categoria                        | Prêmio         | Resultado | ref.   |
| ---- | ------------------------------------- | -------------- | --------- | ------ |
| 1993 | Comeback do Ano                       | Goldene Europa | Venceu    | [ 9 ]  |
| 1994 | Melhor Cantora Pop/Rock Internacional | Echo Awards    | Venceu    | [ 10 ] |

1. ↑  «norwegiancharts.com - Bonnie Tyler - Silhouette In Red». norwegiancharts.com. Consultado em 1 de agosto de 2020
2. ↑  «Bonnie Tyler - Silhouette In Red - hitparade.ch». hitparade.ch. Consultado em 1 de agosto de 2020
3. ↑  Hung, Steffen. «Bonnie Tyler - Silhouette In Red». austriancharts.at. Consultado em 1 de agosto de 2020
4. 1 2  «Suche - Offizielle Deutsche Charts». www.offiziellecharts.de. Consultado em 1 de agosto de 2020
5. ↑  «Bonnie Tyler - Silhouette In Red - swedishcharts». swisscharts.com. Consultado em 1 de agosto de 2020
6. ↑  Euro Hot 100, Music & Media. «Hot 100 Albuns» (PDF)
7. ↑  «Sally Comes Around - Single-CD (1993) von Bonnie Tyler». Musik-Sammler.de (em alemão). Consultado em 1 de agosto de 2020
8. ↑  «From The Bottom Of My Lonely Heart - Single-CD (1993) von Bonnie Tyler». Musik-Sammler.de (em alemão). Consultado em 1 de agosto de 2020
9. ↑  http://web.ard.de/ard-chronik/index/174?year=1993&month=11
10. ↑  Inc, Nielsen Business Media (26 de março de 1994). Billboard (em inglês). [S.l.]: Nielsen Business Media, Inc.